# Parque Nacional Uluru-Kata Tjuta
O Parque Nacional Uluru-Kata Tjuta é um parque nacional e Património Mundial da Unesco no Território do Norte, Austrália. O parque ocupa uma área de 1326 km². Neste parque encontra-se o Uluru e Kata Tjuta
O parque é um dos maiores ecossistemas terrestes no mundo. Como uma Reserva da Biosfera segundo o programa da Unesco Homem e a Biosfera, junta-se a pelo menos mais outras 11 reservas na Austrália e a um projecto internacional para proteger os maiores ecossistemas do mundo.

## Galeria

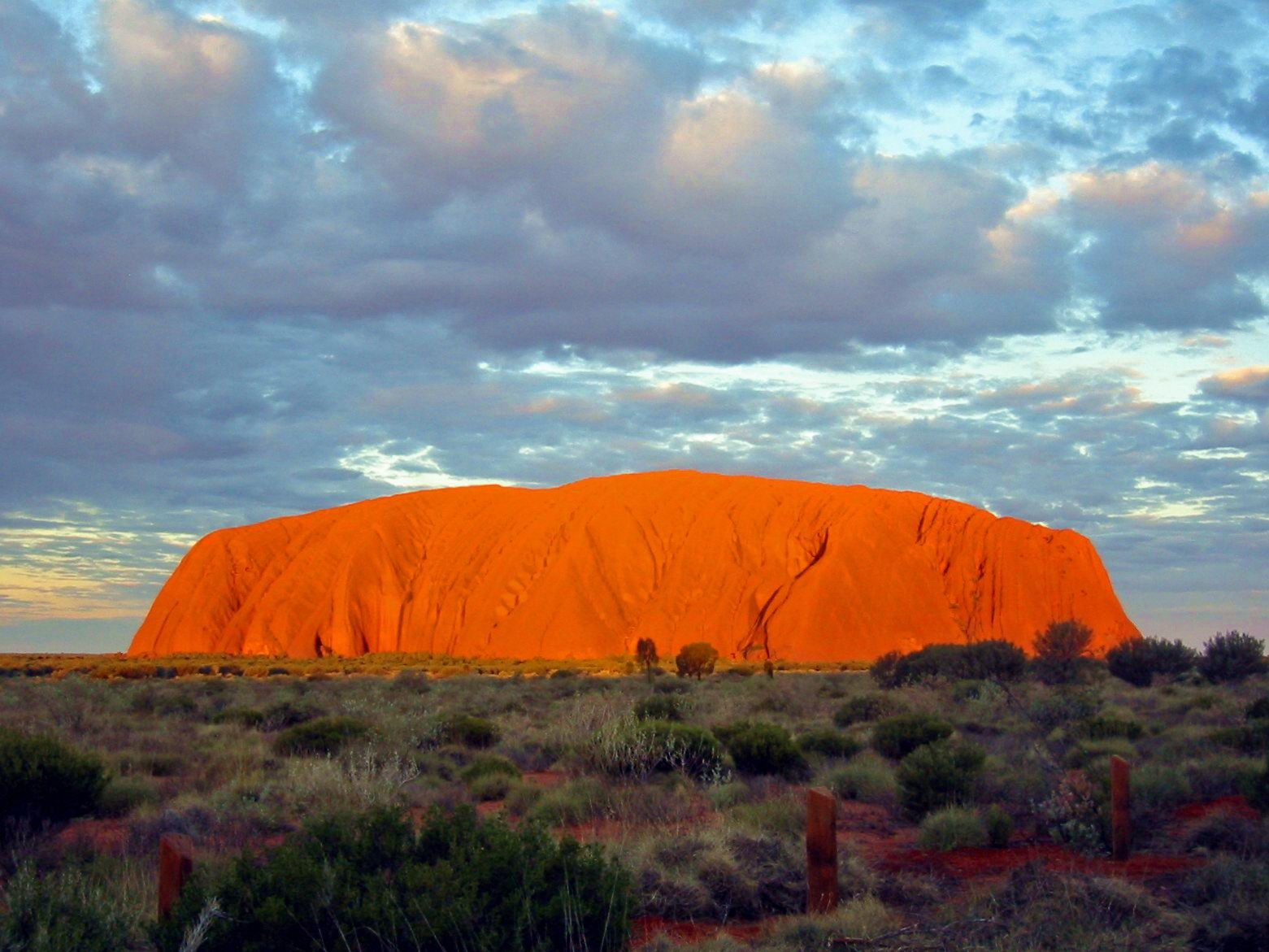
O Uluru
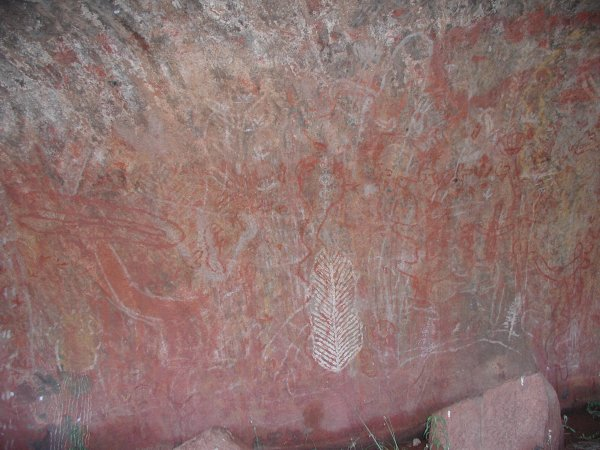
Pinturas aborigenes no Uluru
Panorâmica de Kata Tjuta

## Ver Também
- Uluru